# Municipio de Greene (Iowa)
El municipio de Greene (en inglés: Greene Township) es un municipio ubicado en el condado de Iowa en el estado estadounidense de Iowa. En el año 2010 tenía una población de 522 habitantes y una densidad poblacional de 5,34 personas por km².

## Geografía
El municipio de Greene se encuentra ubicado en las coordenadas 41°33′25″N 91°53′18″O / 41.55694, -91.88833. Según la Oficina del Censo de los Estados Unidos, el municipio tiene una superficie total de 97.8 km², de la cual 97,73 km² corresponden a tierra firme y (0,07 %) 0,07 km² es agua.

## Demografía
Según el censo de 2010, había 522 personas residiendo en el municipio de Greene. La densidad de población era de 5,34 hab./km². De los 522 habitantes, el municipio de Greene estaba compuesto por el 97,32 % blancos, el 0,19 % eran afroamericanos, el 0,19 % eran amerindios, el 1,53 % eran de otras razas y el 0,77 % eran de una mezcla de razas. Del total de la población el 2,87 % eran hispanos o latinos de cualquier raza.